# Blazsek Vladimir Sándor
Blazsek Vladimir Sándor (Kolozsvár, 1929. május 1. – 2022. december 29. előtt) magyar biokémiai szakíró.

## Életútja
Római katolikus családban született. Édesapja Sándor Hugó lapkiadó, főszerkesztő. Fia Péter Viktor pszichiáter főorvos, Magyarországon és az Egyesült Királyságban praktizál.
1953-ban summa cum laude diplomát szerzett a kolozsvári Bolyai Tudományegyetem Kémia Karán.
A marosvásárhelyi Orvosi és Gyógyszerészeti Intézet Biokémiai Intézetében gyakornok 1953-tól, majd laboratóriumi főnök 1955-ig. Ezután tudományos főkutató a marosvásárhelyi IMF Víruskutató Laboratóriumában, majd 1988-ig a Molekuláris Biológiai Laboratórium vezetője.
Magyarországra való áttelepülése után a szolnoki Tiszamenti Vegyiművek Biotechnológiai Kutatócsoportjának vezetője nyugdíjba vonulásáig (1992).
Ezt követően vállalkozási menedzser diplomát szerez és a Promoter Bt. cégvezetőjeként tevékenykedik 1992 és 1999 között. Visszavonulása után hobbijával, a fotózással foglalkozik (egyik kompozíciója első díjat is nyer). 

## Munkássága
Számos közleménye jelent meg szakfolyóiratokban és tudományos kiadványokban magyar, román, angol, német és orosz nyelven.
Munkássága első időszakában új papírkromatográfiás módszereket dolgozott ki aminosavak, nukleinsav bázisok és gyógynövény kivonatok vizsgálatára. Papírkromatográfiával vizsgálta májkárosodott betegek vizeletének aminosav összetételét. Ezzel az eljárással tanulmányozta gyógynövények hatóanyag tartalmát is.
Munkássága következő időszakában vírus nukleinsavakkal (DNS és RNS) és a nukleoproteidek egyik fontos fehérje összetevőjével, hisztonokkal kapcsolatos kutatásokkal foglalkozott.
Európában elsőként vont ki Coxsackie A10 vírusból fertőző RNS-t és vizsgálta ennek fertőző tulajdonságait.
Egyéb vírusok RNS-ével és DNS-ével is foglalkozott (Encephalomyelitis- ill. egy adeno-vírus).
A „hisztonok ciszteinmentes fehérjék“ dogmáját döntötte meg 1964-es közleményében, amikor is kimutatta és bizonyította (elsőként a világon), hogy az arginin-gazdag (F3) hiszton frakció ciszteint tartalmaz. Ezt az eredményét számos kutató erősítette meg, hivatkozott rá és idézte világszerte.
A hiszton fehérjék tiol csoportjával kapcsolatos kutatásainak eredményei alapján feltételezte egy addig ismeretlen redox egyensúlyon alapuló genetikai szabályozás létezését a nukleoszómákban.
Ehrlich Ascites Tumor sejtek kromatinjában és egérmáj sejtek kromatinjában is megvizsgálta a hisztonok oxido-redukciós állapotát. Érdekes összefüggéseket talált.
Érdekes eredménye volt, hogy a Serratia marcescens emberpatogén baktériumokból izolált bázikus fehérjék nem tartalmaznak ciszteint.
Az általa kivont hialuronsavval részt vett ezen anyag biológiai hatásait célzó vizsgálatokban.
Kísérletes májcirrhozissal kapcsolatos kutatásokban is tevékeny szerepet vállalt.
Tudományterületén végzett kutatásai széles körű érdeklődést váltottak ki a szakterület kutatói részéről. A világ számos kutatóhelyen megerősítik, idézik eredményeit, kezdenek kutatásokat az általa nyitott új irányba.
Sajnos a kellő anyagi támogatás és korszerű felszereltség hiányában az akkori Romániában nem volt lehetősége kutatásainak tovább fejlesztésére és eredményeinek részletes kidolgozására.
Kutatórészlegének fenntartását is csak úgy tudta biztosítani, hogy ipari vállalatokkal, központi kutatóintézetekkel illetve gyümölcstermesztő farmokkal kötött szerződéseket (finomvegyszerek félipari technológiája, termés fokozó anyagok kipróbálása, bioaktív anyagok előállítása), és ezek révén végzett vizsgálatokat.
Előző ismereteire alapozva 1989 és 1992 között baktérium proteázok biotechnológiai előállításának lehetőségeit tanulmányozza és végül kidolgozza egy baktérium proteáz gyártás kísérleti üzemének tervét Szolnokon, az akkori Tiszamenti Vegyiművek Kutatási osztályán, ahol csoportvezető volt. Az általa kidolgozott technológiához kimagasló proteáz aktivitású törzset izolált baktérium screeneléssel.
A magas hozzáadott érték tartalmú biológiai anyagok gyártását tartotta egyik legfontosabb kitörési pontnak az ország számára. A korszerű technológiák iránti általános érdektelenség miatt abbahagyta eme tevékenységét és 1992-ben nyugdíjba vonult.
Tudománynépszerűsítő előadásokat is tartott Marosvásárhelyen, és másutt is, a témakörben cikkei jelentek meg napilapokban, hetilapokban és a Korunkban.
Anyai nagyapja, Polonyi Albert kolozsvári nyomdájában rendszeresen segédkezett szabad idejében. Nagyon szerette ezt a számára  érdekes tevékenységet. A Polonyi Albert nyomdát 1908-ban alapították. A nyomdát 1948-ban államosította a román kommunista rendszer: egyszerűen kidobták a saját, magas technikával felszerelt nyomdájából Polonyi Albertet. Elmondása szerint még szeretett szüleinek fényképét sem engedték kivinni a nyomdából, amibe majdnem belehalt.

## Kitüntetés
Kiemelkedő Tudományos Eredményekért díj, Bukarest (1968)

## Meghívások és ösztöndíjak
EMBO-ösztöndíj, Uppsala, 1971; NDK Tudományos Akadémia, Jena ösztöndíj, 1962; University Iowa állásajánlat, Iowa City, 1974; INSERM ösztöndíj, Lille, 1976; Institut Pasteur meghívás, Paris, 1990; Quest International tanulmányút, Narden-Holland, 1991; International Bio-Syntetics tanulmányút, Bruges, 1991